# Nortonův záliv

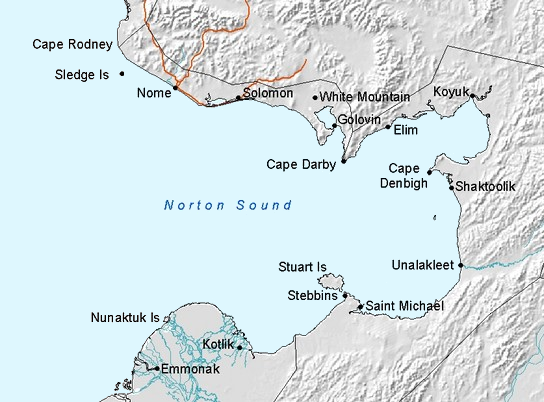
Mapa Nortonova zálivu

Nortonův záliv (anglicky Norton Sound) je záliv Beringova moře Tichého oceánu ležící na západním pobřeží Aljašky.
Leží jižně od Sewardova poloostrova, má délku přibližně 240 kilometrů a šířku až 200 kilometrů. Po Fletcheru Nortonovi, který byl v té době předsedou Dolní sněmovny Spojeného království, jej pojmenoval mořeplavec James Cook, který záliv prozkoumal v září 1778.
Nejvýznamnějšími přítoky do zálivu jsou Koyuk na severovýchodě zálivu a Yukon, který do zálivu ústí jen částí své delty na jihozápadním okraji. Největším lidským sídlem je město Nome na severozápadě zálivu; kromě něj je na břehu řada vesnic.